# Gu
Gu je bog stvarnik pri Fonih v Beninu, pa tudi bog zaščitnik kovačev in bog vojne. Z očetom Lisom sta bila začetnika rodu. Podoben je jorubskemu bogu Ogunu pri nigerijcih.